# Rústico San Pedro
Rústico San Pedro är en ort i Mexiko.   Den ligger i kommunen León och delstaten Guanajuato, i den centrala delen av landet, 300 km nordväst om huvudstaden Mexico City. Rústico San Pedro ligger 1 779 meter över havet och antalet invånare är 609.
Terrängen runt Rústico San Pedro är huvudsakligen platt, men åt nordväst är den kuperad. Runt Rústico San Pedro är det tätbefolkat, med 683 invånare per kvadratkilometer. Närmaste större samhälle är León de los Aldama, 11,1 km norr om Rústico San Pedro. Omgivningarna runt Rústico San Pedro är en mosaik av jordbruksmark och naturlig växtlighet.